# ولادیسلاف (منطقه تربیچ)
ولادیسلاف (به چکی: Vladislav) یک منطقهٔ مسکونی در جمهوری چک است که در منطقه تربیچ واقع شده‌است. ولادیسلاف ۱۸٫۴۹ کیلومتر مربع مساحت و ۱٬۱۸۹ نفر جمعیت دارد و ۳۶۴ متر بالاتر از سطح دریا واقع شده‌است.